# Campionat del Canadà de ciclisme en ruta

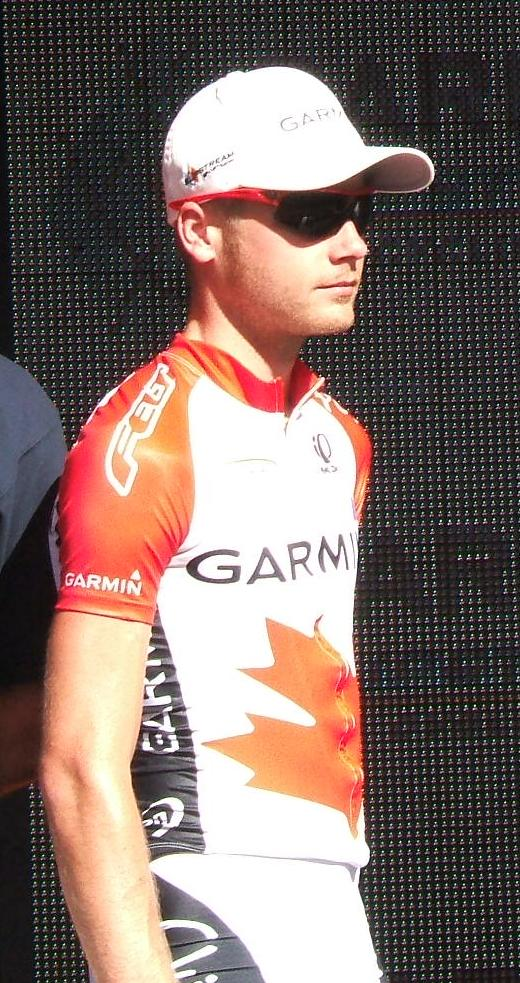
Christian Meier

El Campionat del Canadà de ciclisme en ruta és una competició ciclista a la qual se'n determina el Campió del Canadà. La primera edició es disputà el 1959. El títol s'atorga al vencedor d'una única carrera. El vencedor obté el dret a portar un mallot amb els colors de la bandera canadenca fins al Campionat de l'any següent en qualsevol prova en ruta.
Czeslaw Lukaszewicz, amb quatre victòries, és el ciclista que més vegades l'ha guanyat.

## Palmarès masculí
| Any  | Primer                                  | Segon                                   | Tercer                                  |
| 1959 | Egidio Bolzon                           |                                         |                                         |
| 1960 | Alessandro Messina                      |                                         |                                         |
| 1961 | No organitzat                           | No organitzat                           | No organitzat                           |
| 1962 | Egidio Bolzon                           |                                         |                                         |
| 1963 | Sammy Watson                            |                                         |                                         |
| 1964 | Giacomo Segat                           |                                         |                                         |
| 1965 | No organitzat                           | No organitzat                           | No organitzat                           |
| 1966 | Paolo Mori                              |                                         |                                         |
| 1967 | Stu Mapp                                |                                         |                                         |
| 1968 | Joe Jones                               |                                         |                                         |
| 1969 | Horst Stuewe                            |                                         |                                         |
| 1970 | Max Grace                               |                                         |                                         |
| 1971 | Max Grace                               |                                         |                                         |
| 1972 | Max Grace                               |                                         |                                         |
| 1973 | Norman Lowe                             |                                         |                                         |
| 1974 | Jocelyn Lovell                          |                                         |                                         |
| 1975 | Brian Keast                             |                                         |                                         |
| 1976 | Pierre Harvey                           |                                         |                                         |
| 1977 | Ron Hayman                              |                                         |                                         |
| 1978 | Norman Saint-Aubin                      |                                         |                                         |
| 1979 | No organitzat                           | No organitzat                           | No organitzat                           |
| 1980 | Bernie Willock                          |                                         |                                         |
| 1981 | Steve Bauer                             |                                         |                                         |
| 1982 | Steve Bauer                             |                                         |                                         |
| 1983 | Steve Bauer                             |                                         |                                         |
| 1984 | Andrew Hansen                           |                                         |                                         |
| 1985 | Gervais Rioux                           | Alex Stieda                             | Mark Berger                             |
| 1986 | Eon D'Ornellas                          |                                         |                                         |
| 1987 | Gervais Rioux                           |                                         |                                         |
| 1988 | Brian Walton                            |                                         |                                         |
| 1989 | P. Rygielski                            |                                         |                                         |
| 1990 | Colin Davidson                          |                                         |                                         |
| 1991 | Todd McNutt                             |                                         |                                         |
| 1992 | Scott Price                             | Blair Saunders                          | Steve Rover                             |
| 1993 | Matthew Anand                           |                                         |                                         |
| 1994 | Czeslaw Lukaszewicz                     |                                         |                                         |
| 1995 | Matthew Anand                           | Michael Barry                           | Jacques Landry                          |
| 1996 | Steve Rover                             | Eric Wohlberg                           | Jean-Sébastien Béland                   |
| 1997 | Czeslaw Lukaszewicz                     | Eric Wohlberg                           | Matthew Anand                           |
| 1998 | Mark Walters                            | Brian Walton                            | Czeslaw Lukaszewicz                     |
| 1999 | Czeslaw Lukaszewicz                     | Matthew Anand                           | Sylvain Beauchamp                       |
| 2000 | Czeslaw Lukaszewicz                     | Gordon Fraser                           | Brian Walton                            |
| 2001 | Mark Walters                            | Michael Barry                           | Min Van Velzen                          |
| 2002 | Andrew Randell                          | Dominique Perras                        | Antoine Varghese                        |
| 2003 | Dominique Perras                        | Mark Walters                            | Eric Wohlberg                           |
| 2004 | Gordon Fraser                           | Svein Tuft                              | Alexandre Lavallée                      |
| 2005 | François Parisien                       | Eric Wohlberg                           | Dominique Perras                        |
| 2006 | Dominique Rollin                        | Svein Tuft                              | Dominique Perras                        |
| 2007 | Cameron Evans                           | Andrew Randell                          | Dominique Perras                        |
| 2008 | Christian Meier                         | Bruno Langlois                          | Jacob Erker                             |
| 2009 | Aaron Fillion                           | Osmond Bakker                           | Ryan Roth                               |
| 2010 | Will Routley                            | Andrew Randell                          | Bruno Langlois                          |
| 2011 | Svein Tuft                              | Will Routley                            | Zachary Bell                            |
| 2012 | Ryan Roth                               | Michael Barry                           | Marsh Cooper                            |
| 2013 | Zachary Bell                            | Ryan Anderson                           | Rob Britton                             |
| 2014 | Svein Tuft                              | Ryan Roth                               | Christian Meier                         |
| 2015 | Guillaume Boivin                        | Ryan Anderson                           | Ryan Roth                               |
| 2016 | Bruno Langlois                          | Benjamin Perry                          | Will Routley                            |
| 2017 | Matteo Dal-cin                          | Marc-Antoine Soucy                      | Pier-André Côté                         |
| 2018 | Antoine Duchesne                        | Ben Perry                               | Nigel Ellsay                            |
| 2019 | Adam de Vos                             | Nigel Ellsay                            | Nickolas Zukowsky                       |
| 2020 | No disputat per la pandèmia de COVID-19 | No disputat per la pandèmia de COVID-19 | No disputat per la pandèmia de COVID-19 |
| 2021 | Guillaume Boivin                        | Antoine Duchesne                        | Derek Gee                               |
| 2022 | Pier-André Côté                         | Guillaume Boivin                        | Ben Perry                               |
| 2023 | Nickolas Zukowsky                       | Philippe Jacob                          | Nicolas Rivard                          |
| 2024 | Michael Woods                           | Pier-André Côté                         | Carson Miles                            |
| 2025 | Derek Gee                               | Hugo Houle                              | Michael Leonard                         |

### Palmarès sub-23
| Any  | Primer                                  | Segon                                   | Tercer                                  |
| 2003 | Martin Gilbert                          | Murray Carter                           | Cory Jay                                |
| 2004 | Cameron Evans                           | François Parisien                       | Will Routley                            |
| 2005 | Ryan Roth                               | Christian Meier                         | Kevin Lacombe                           |
| 2006 | David Veilleux                          |                                         |                                         |
| 2007 | Christian Meier                         | Ryan Anderson                           | Eric Boily                              |
| 2008 | David Veilleux                          |                                         |                                         |
| 2009 | Guillaume Boivin                        | André Tremblay                          | Andrew Hunt                             |
| 2010 | Jesse Reams                             | Arnaud Papillon                         | David Boily                             |
| 2011 | Hugo Houle                              | Jamie Riggs                             | Spencer Smitheman                       |
| 2012 | Antoine Duchesne                        | David Boily                             | Hugo Houle                              |
| 2013 | Antoine Duchesne                        | Pierrick Naud                           | Stuart Wight                            |
| 2014 | Benjamin Perry                          | Kris Dahl                               | Jay Lamoureux                           |
| 2015 | Benjamin Perry                          | Adam De Vos                             | Alexander Cataford                      |
| 2017 | Marc-Antoine Soucy                      | Pier-André Côté                         | Thierry Kirouac-Marcassa                |
| 2018 | Edward Walsh                            | Noah Simms                              | Connor Toppings                         |
| 2019 | Nickolas Zukowsky                       | Derek Gee                               | Evan Burtnik                            |
| 2020 | No disputat per la pandèmia de COVID-19 | No disputat per la pandèmia de COVID-19 | No disputat per la pandèmia de COVID-19 |
| 2021 | Carson Miles                            | Thomas Schellenberg                     | Eric Inkster                            |
| 2022 | Carson Miles                            | Nicolas Rivard                          | Riley Pickrell                          |

## Palmarès femení
| Any       | Primer                                  | Segon                                   | Tercer                                  |
| 1974      | Freance Richer                          |                                         |                                         |
| 1975      | Karen Strong                            |                                         |                                         |
| 1976      | Karen Strong                            |                                         |                                         |
| 1977      | Sylvia Burka                            |                                         |                                         |
| 1978      | Sylvia Burka                            |                                         |                                         |
| 1979      | No organitzat                           | No organitzat                           | No organitzat                           |
| 1980      | Sylvia Burka                            |                                         |                                         |
| 1981      | Karen Strong                            |                                         |                                         |
| 1982      | Verena Buhler                           |                                         |                                         |
| 1983      | Marie-Claude Audet                      |                                         |                                         |
| 1984      | Geneviève Brunet                        |                                         |                                         |
| 1985      | Barb Lang                               |                                         |                                         |
| 1986      | Sara Neil                               |                                         |                                         |
| 1987–1988 | No organitzat                           | No organitzat                           | No organitzat                           |
| 1989      | Laurel Zike                             |                                         |                                         |
| 1990      | Alison Sydor                            | Maria Hawkins                           | Sara-Louise Neil                        |
| 1991      | Alison Sydor                            | Denise Kelly                            | Maria Hawkins                           |
| 1992      | Clara Hughes                            | Susan Palmer-Komar                      | Linda Jackson                           |
| 1993      | Alison Sydor                            | Clara Hughes                            | Megan McKenna                           |
| 1994      | Alison Sydor                            | Leslie Tomlinson                        | Clara Hughes                            |
| 1995      | Linda Jackson                           | Susan Palmer-Komar                      | Alison Sydor                            |
| 1996      | Susan Palmer-Komar                      | Anne Samplonius                         | Leigh Hobson                            |
| 1997      | Linda Jackson                           | Julia Farell                            | Susan Palmer-Komar                      |
| 1998      | Linda Jackson                           | Alison Sydor                            | Lyne Bessette                           |
| 1999      | Clara Hughes                            | Lyne Bessette                           | Sandy Espeseth                          |
| 2000      | Sandy Espeseth                          | Mélanie Nadeau                          | Leigh Hobson                            |
| 2001      | Lyne Bessette                           | Sandy Espeseth                          | Geneviève Jeanson                       |
| 2002      | Katy St Laurent                         | Julie Pepin                             | Sandy Espeseth                          |
| 2003      | Geneviève Jeanson                       | Lyne Bessette                           | Susan Palmer-Komar                      |
| 2004      | Lyne Bessette                           | Manon Jutras                            | Erinne Willock                          |
| 2005      | Geneviève Jeanson                       | Erinne Willock                          | Susan Palmer-Komar                      |
| 2006      | Alexandra Wrubleski                     | Anne Samplonius                         | Leigh Hobson                            |
| 2007      | Gina Grain                              | Marni Hambleton                         | Moriah McGregor                         |
| 2008      | Alexandra Wrubleski                     | Leigh Hobson                            | Felicia Gomez Greer                     |
| 2009      | Alison Testroete                        | Gina Grain                              | Merrill Collins                         |
| 2010      | Joëlle Numainville                      | Tara Whitten                            | Alison Testroete                        |
| 2011      | Véronique Fortin                        | Lex Albrecht                            | Erinne Willock                          |
| 2012      | Denise Ramsden                          | Clara Hughes                            | Joëlle Numainville                      |
| 2013      | Joëlle Numainville                      | Leah Kirchmann                          | Lex Albrecht                            |
| 2014      | Leah Kirchmann                          | Denise Ramsden                          | Leah Guloien                            |
| 2015      | Joëlle Numainville                      | Leah Kirchmann                          | Jamie Gilgen                            |
| 2016      | Annie Foreman-Mackey                    | Joëlle Numainville                      | Leah Kirchmann                          |
| 2017      | Allison Beveridge                       | Kirsti Lay                              | Alison Jackson                          |
| 2018      | Katherine Maine                         | Kinley Gibson                           | Sara Bergen                             |
| 2019      | Karol-Ann Canuel                        | Leah Kirchmann                          | Ariane Bonhomme                         |
| 2020      | No disputat per la pandèmia de COVID-19 | No disputat per la pandèmia de COVID-19 | No disputat per la pandèmia de COVID-19 |
| 2021      | Alison Jackson                          | Maghalie Rochette                       | Sara Poidevin                           |
| 2022      | Maggie Coles-Lyster                     | Alison Jackson                          | Emily Marcolini                         |
| 2023      | Alison Jackson                          | Olivia Baril                            | Sarah Van Dam                           |
| 2024      | Olivia Baril                            | Magdeleine Vallieres Mill               | Mara Roldan                             |
| 2025      | Alison Jackson                          | Alexandra Volstad                       | Lauty Milette                           |